# باغمزار و مسجد حافظ ابرو
باغمزار و مسجد حافظ ابرو مربوط به دوره تیموریان - دوره صفوی است و در خواف، خیابان حافظ ابرو واقع شده و این اثر در تاریخ ۱۰ خرداد ۱۳۸۲ با شمارهٔ ثبت ۸۷۳۹ به‌عنوان یکی از آثار ملی ایران به ثبت رسیده است.